# Louis Coulon (peintre)
Pour les articles homonymes, voir Louis Coulon et Coulon.
Louis Coulon, né à Nivelles, Belgique, le 7 juin 1819 et mort à Paris le 22 mars 1855, est un peintre belge, actif en France, connu pour ses scènes de genre et ses portraits.
En 1842, il s'établit à Paris. Au Salon de Bruxelles de 1848, il obtient une médaille de vermeil. Quatre de ses toiles sont envoyées à l'Exposition universelle de 1855 à Paris, mais il meurt prématurément avant d'avoir pu donner la pleine mesure de son talent.

## Biographie

### Famille
Louis (Louis Albert Joseph) Coulon, né à Nivelles, Belgique, le 7 juin 1819, est le fils de Louis Joseph Coulon (1789), boucher, et de Marie Catherine Ferdinande Gilbert (1796-1835), mariés à Nivelles le 19 août 1818. Son frère Théodore Coulon (1822-1874) est un artiste lyrique.

### Formation
Louis Coulon s'établit à Paris, où il se forme auprès du peintre néo-classique François Édouard Picot et d'Eugène Isabey.

### Carrière
Installé à Paris, Louis Coulon revient périodiquement en Belgique et loge à l'hôtel de la Couronne d'Espagne, lorsqu'il participe aux Salons de Bruxelles. Quand il expose au Salon de Rouen en 1844, aux côtés d'artistes français de renom, il obtient, à l'unanimité des membres du jury, une médaille d'honneur pour les tableaux de genre. Il participe à onze Salons de Paris dès 1842. Il obtient une médaille de vermeil au Salon de Bruxelles de 1848 pour Les Poissons rouges. Il envoie également ses œuvres à deux Expositions des maîtres vivants aux Pays-Bas,.
Louis Coulon envoie quatre toiles à l'Exposition universelle de 1855 à Paris, mais il meurt deux mois avant l'ouverture de la manifestation artistique, à l'âge de 35 ans, le 22 mars 1855 dans l'ancien 2e arrondissement de Paris. Il est inhumé au cimetière de Montmartre, dans une sépulture commune à celle de son frère Théodore qui l'avait rejoint en France en 1848.

## Œuvre

### Caractéristiques

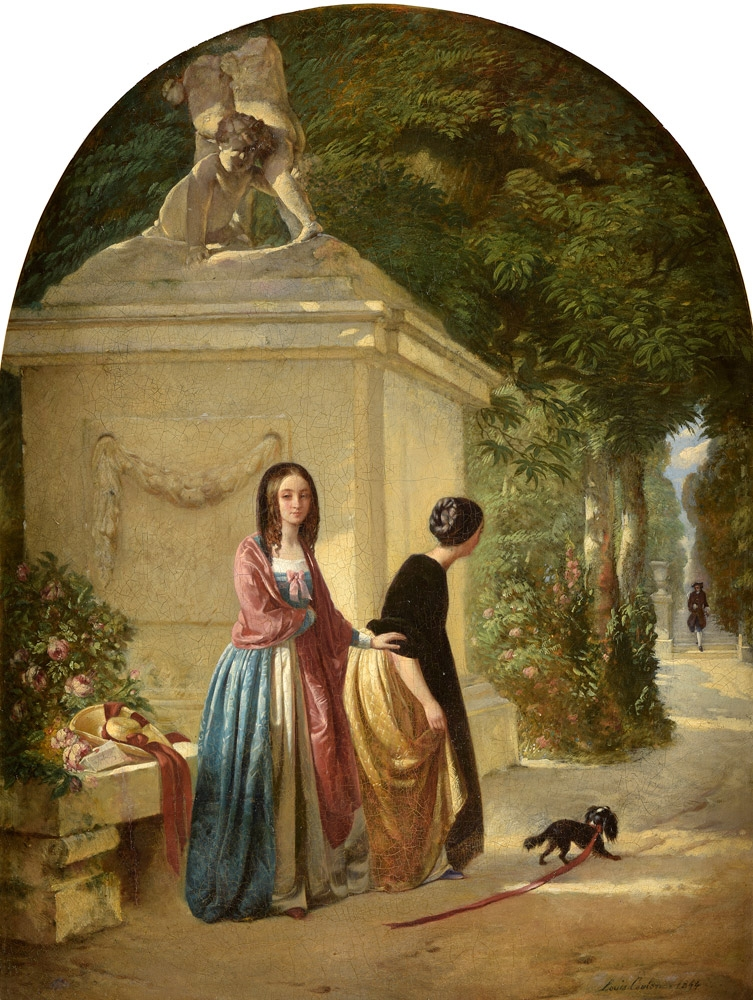
Le Rendez-vous secret (1844).

Son champ pictural couvre les scènes de genre et les portraits. Louis Coulon s'inspire parfois de Watteau et du XVIIIe siècle dans ses œuvres et acquiert une réputation grâce à ses toiles rappelant le temps de Louis XV.
Il peint en 1848 Les Derniers jours de Geneviève, inspiré d'André, roman de George Sand. Le quotidien L'Indépendance belge commente les deux autres tableaux de Louis Coulon : « Ces deux sujets Louis XV, bien qu'ils ne soient pas d'une exécution très forte, attirent cependant les regards des amateurs, parce qu'ils annoncent, chez leur auteur encore jeune, d'heureuses dispositions. L'un de ces sujets a pour titre Les Poissons rouges. La scène se passe près d'un bassin du parc de Versailles ou de toute autre résidence royale. Un vieux mari, se promenant avec sa jeune femme et un élégant cavalier, s'est arrêté pour admirer des poissons rouges. Le cavalier profite du moment où il se baisse pour baiser la main de la dame. Dans Les premières armes, un jeune homme, encore neuf aux intrigues, est conduit auprès de deux marquises ou comtesses, le titre n'y fait rien, par un officier rompu à ces sortes d'affaires et va risquer sa déclaration à l'une d'elles, s'il ose prendre la parole, ce dont nous doutons encore. Ces deux tableaux sont gracieusement composés, mais ils sont faibles de coloris et peints timidement. Or, il faut précisément du brillant et de la hardiesse dans ces sujets de l'ancien régime. M. Coulon fera bien de monter désormais sa gamme à un ton plus élevé »
Au Salon de Bruxelles de 1848, où il a notamment envoyé Les Poissons rouges, le critique Louis Van Roy considère la toile – qui recevra une médaille de vermeil – comme le meilleur tableau de l'artiste qui a particulièrement bien traité les étoffes et la robe de la dame. Lorsqu'au Salon de Bruxelles de 1851, il expose Watteau à la campagne, la critique de L'Indépendance belge estime que Louis Coulon a du goût et compose bien, mais qu'il n'est pas coloriste d'instinct. Son tableau manque de soleil, d'étoffes soyeuses, de coquetterie en adéquation avec le style Pompadour que l'artiste a choisi. Au Salon de Paris de 1852, L'Illustration juge Sterne et Le Chant d'Antonia comme deux œuvres charmantes de physionomie et d'aspect harmonieux dans une gamme monotone gris de perle.
Dans le contexte de l'Exposition universelle de 1855, le critique Jules Pety de Thozée écrit: « Louis Coulon, jeune peintre belge, mort à Paris le 22 mars de cette année, avant d'être arrivé à la maturité de son talent […] avait choisi pour ses héros de prédilection les Roués et les Coquettes du temps de la Régence. Les quatre tableaux qui sont exposés au salon feront d'amusantes lithographies. Ils ont pour titres Un abbé du XVIIIe siècle, Le Nouveau seigneur (1854), Le Premier cheveu blanc (1855) et Une visite de M. le duc de Richelieu que l'artiste a laissé inachevé. Les sujets de ces tableaux sont très simples, sans manquer d'intérêt. Le jeune et regrettable artiste y fait preuve de goût et d'esprit. En se faisant le continuateur de Watteau, il a adopté une manière délicate, dégagée, légèrement conventionnelle, qui traduirait la physionomie de la société Pompadour, s'il avait emprunté du peintre français les couleurs brillantes et chamarrées qui reflètent si bien cette époque de grâces affectées et de coquetteries charmantes. Malheureusement la peinture de Louis Coulon est grise, elle manque de vigueur et de transparence. »

### Expositions

#### Belgique
- Salon de Bruxelles de 1842 : La Méditation et Le Dessinateur[13].
- Salon de Bruxelles de 1848 : Les Derniers jours de Geneviève, Les Poissons rouges (médaille de vermeil) et Les Premières armes[7].
- Salon d'Anvers de 1849 : La Lune de miel[14].
- Salon de Bruxelles de 1851 : Le Pêcher, Watteau à la campagne et Portrait de Mme R*[15].
- Salon de Bruxelles de 1854 : Le Nouveau seigneur et Le Philosophe[16].

#### France
- Salon de Paris de 1842 : Méditation[6].
- Salon de Paris de 1843 : J.J. Rousseau et Mme de Larnage, J.J. Rousseau et Mme d'Houdetot et Un buveur[6].
- Salon de Paris de 1844 : Le Rendez-vous et Brauwer[6].
- Salon de Paris de 1845 : Le Déjeuner et Le Portrait[6].
- Salon de Paris de 1846 : La Correspondance surprise[6].
- Salon de Paris de 1847 : Van Dyck à la cour de Charles Ier d'Angleterre[6].
- Salon de Paris de 1848 : Le Lever, Les Premières armes, Les Derniers jours de Geneviève et Le Maître de dessin[6].
- Salon de Paris de 1849 : La Lecture d'Aristote[6].
- Salon de Paris de 1850 : Watteau à la campagne et La Lune de miel[6].
- Salon de Paris de 1852 : Sterne et Le Chant d'Antonia (Contes d'Hoffmann)[6].
- Salon de Paris de 1853 : Une piqûre d'aiguille, Intérieur de jardin et Le Tour de clef[6].
- Exposition universelle de 1855 : Un abbé du XVIIIe siècle, Le Nouveau seigneur, Le Premier cheveu blanc et Une visite de M. le duc de Richelieu (inachevé)[6].

#### Pays-Bas
- Exposition des maîtres vivants à La Haye en 1847 : Van Dyck à la cour de Charles Ier roi d'Angleterre[17].
- Exposition des maîtres vivants à La Haye en 1853 : Le Pêcher[17].